# Rödbukig fruktduva
Rödbukig fruktduva (Ptilinopus greyi) är en fågel i familjen duvor inom ordningen duvfåglar.

## Utseende och läte
Rödbukig fruktduva är en färgglad duva som verkar mestadels silvergrå med gröna vingar. Karakteristiskt är rött i en fläck på buken och på pannan, liksom gult under stjärten, det senare väl synligt i flykten. Honan liknar ytligt en tannafruktduva, men är mindre och rundare i formen och saknar dessutom denna arts lysande gula vingfläckar. Lätet är typiskt för duvor, med ett par längre "woo" följt av ett accelererande skratt.

## Utbredning och systematik
Fågeln förekommer från östra Salomonöarna till Santa Cruzöarna, Banks Islands, Nya Kaledonien och Île des Pins. Den behandlas som monotypisk, det vill säga att den inte delas in i några underarter.

## Levnadssätt
Rödbukig fruktduva ses ofta i par, men kan forma stora flockar vid fruktbärande träd.

## Status och hot
Arten har ett stort utbredningsområde, men tros minska i antal, dock inte tillräckligt kraftigt för att den ska betraktas som hotad. Internationella naturvårdsunionen IUCN listar arten som nära hotad (LC).

## Namn
Fågelns vetenskapliga artnamn hedrar George Grey (1812-1898), brittisk statsman som var särskilt framstående kolonialpolitiker. Han var guvernör över bland annat Nya Zeeland, Kapkolonin och South Australia, och sedermera premiärminister på Nya Zeeland.